# Long Prairie (Minnesota)
Long Prairie es una ciudad ubicada en el condado de Todd en el estado estadounidense de Minnesota. En el Censo de 2010 tenía una población de 3458 habitantes y una densidad poblacional de 498,93 personas por km². Por el censo de 2020 la población había crecido a 3661.

## Geografía
Long Prairie se encuentra ubicada en las coordenadas 45°58′44″N 94°51′48″O / 45.97889, -94.86333. Según la Oficina del Censo de los Estados Unidos, Long Prairie tiene una superficie total de 6.93 km², de la cual 6.77 km² corresponden a tierra firme y (2.39%) 0.17 km² es agua.

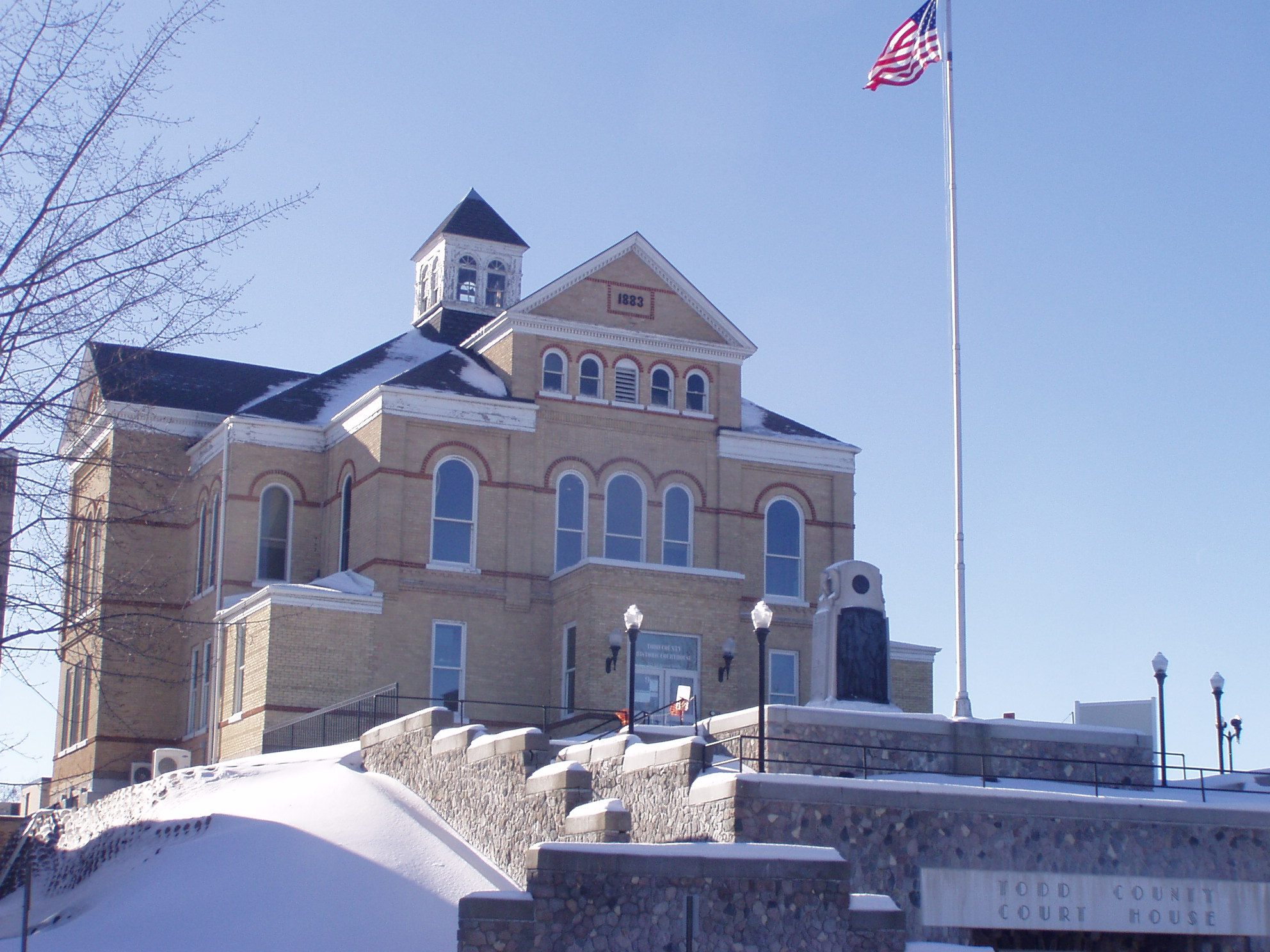
Casa de cortes en Long Praririe

## Demografía

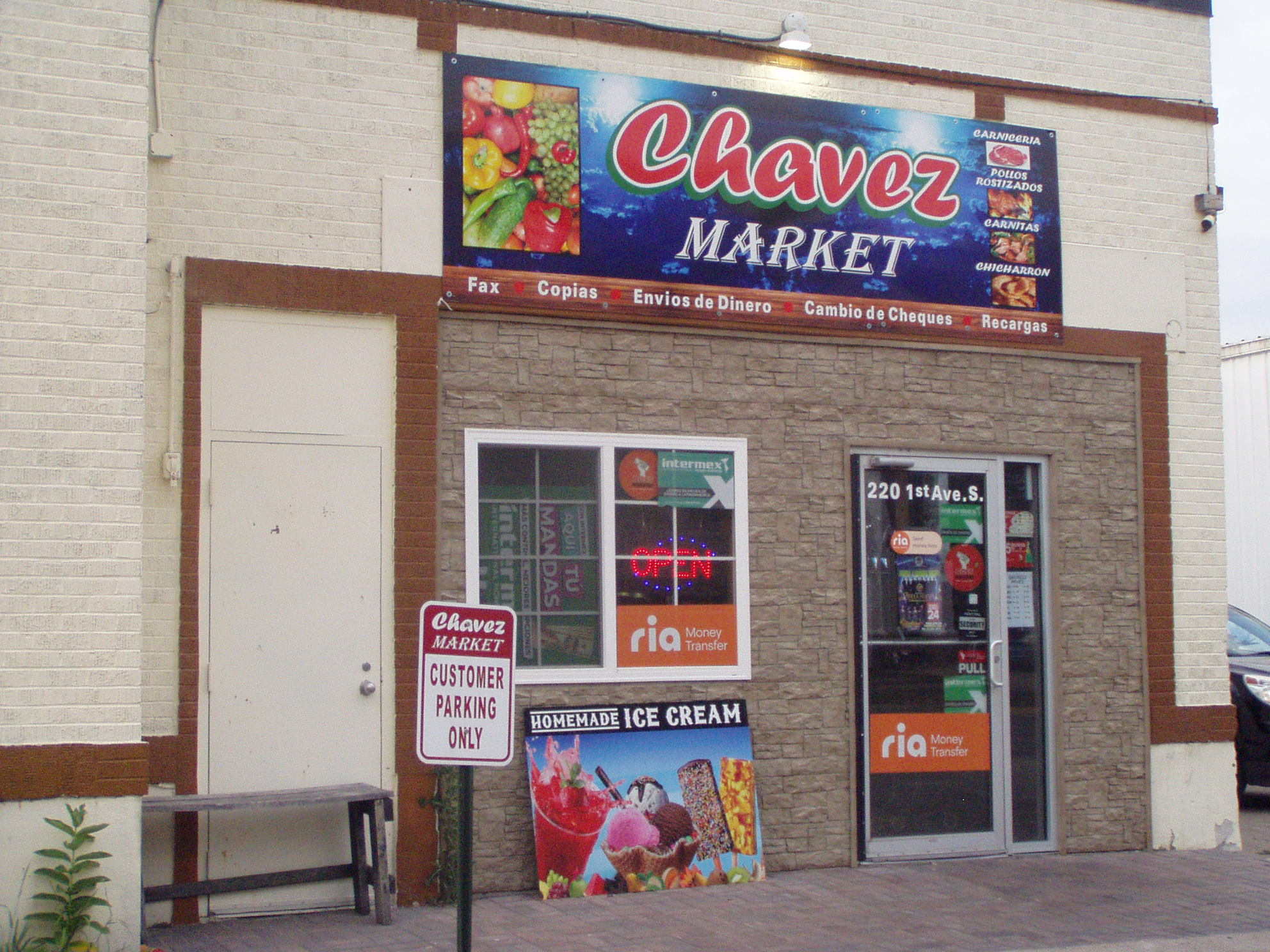
Hay numerosos negocios con dueños migrantes en Long Prairie.

Según el censo de 2010, había 3458 personas residiendo en Long Prairie. La densidad de población era de 498,93 hab./km². De los 3458 habitantes, Long Prairie estaba compuesto por el 81.78% blancos, el 1.04% eran afroamericanos, el 0.64% eran amerindios, el 0.61% eran asiáticos, el 1.16% eran isleños del Pacífico, el 12.72% eran de otras razas y el 2.05% pertenecían a dos o más razas. Del total de la población el 29.9% eran hispanos o latinos de cualquier raza.A partir de octubre de 2021, el 57% de los estudiantes de Long Prairie-Grey Eagle se identificaron como hispanos o latinos.